# 사이클로헥산올
사이클로헥산올(Cyclohexanol)은 화학식 C6H12O을 갖는 유기 화합물이다. 이 분자는 1개 수소원자가 하이드록실기로 대체됨으로써 사이클로헥세인과 관련이 있다. 이 화합물은 흡습성의 무색의 고체로서 존재하며 순수 상태일 때 장뇌와 같은 냄새가 나며 실온에서 녹는다. 주로 나일론의 전구물질로서 연간 수십억 킬로그램이 생산된다.

## 생성
C6H12  +  1/2 O2   →   C6H11OH

## 안전
사이클로헥산올은 다소 독성이 있다. 8시간 기준 수증기 TLV는 50ppm이다. IDLH 농축은 동물의 구강 투여 독성 기준 연구를 기준으로 400ppm으로 설정되어 있다.